# 히드라 (마블 코믹스)
히드라(Hydra)는 마블코믹스의 가상의 조직으로 수많은 빌런들을 수출한 조직이기도 하다. S.H.I.E.L.D.(쉴드)와 대립하고있다.

## 관련인물
- 레드스컬
- 바이퍼
- 브록 럼로우